# Vanda pumila
Vanda pumila är en orkidéart som beskrevs av Joseph Dalton Hooker. Vanda pumila ingår i släktet Vanda och familjen orkidéer. Inga underarter finns listade i Catalogue of Life.